# Cheval au Portugal
Le cheval au Portugal (portugais : cavalo) est surtout connu à travers l'élevage du Lusitanien une race largement exportée. Le Portugal constitue l'un des plus anciens foyers de domestication du cheval, avec une pratique équestre constante depuis la plus haute antiquité. L'équitation portugaise y est élevée au rang d'art. Le cheptel de chevaux portugais est restreint, avec l'une des plus faibles concentrations de toute l'Union européenne en 2008.

## Histoire
Le cheval est arrivé dans la péninsule Ibérique depuis le nord dès l'époque préhistorique, pour s'installer sur la frange maritime et dans les montagnes. Au quaternaire, le Portugal héberge une sous-espèce d'équidés spécifique, Equus Caballus Antunesi. Les chevaux ibériques font partie des plus anciennes races domestiquées au monde. Plusieurs foyers de domestication du cheval y sont recensés, peut-être indépendamment de la domestication qui a eu lieu dans les steppes eurasiennes. L'érudit portugais Ruy d'Andrade défend déjà cette idée. Un foyer daté de la culture campaniforme a été retrouvé au centre du Portugal actuel. Les chevaux y présentent une diminution de stature, et une augmentation de la diversité génétique. 
Les premières hallebardes découvertes par les archéologues, destinées à combattre des cavaliers, sont datées de 4 000 av. J.-C. ; certaines ont été retrouvées à Garrovillas de Alconétar et. La statuaire et des mosaïques découvertes à Torre de Palma, près de Montforte, montrent que l'élevage du cheval ibérique y est déjà présent à l'époque antique. Il est vraisemblable que la pratique consistant à courser un taureau à dos de cheval soit apparue peu après la domestication. Strabon en atteste l'existence chez les Lusitaniens.
Le Livro da Montaria (livre de la vénerie), écrit entre 1415 et 1433 par le roi Jean Ier, fournit de nombreux renseignement sur cette méthode de chasse. Le premier traité d'équitation portugais connu est l'œuvre de Dom Duarte, Ensinança de Bem Cavalgar Toda a Sela, écrite au XVe siècle vers 1434. 
La peste équine est diagnostiquée pour la première fois au Portugal à l'automne 1989, dans le sud du pays. Une campagne de vaccination des équidés permet de déclarer cette maladie comme officiellement éradiquée en décembre 1991.
En 2000, 27 000 chevaux sont recensés au Portugal, soit un taux très bas de 2,2 chevaux pour 1 000 habitants.

## Pratiques et usages

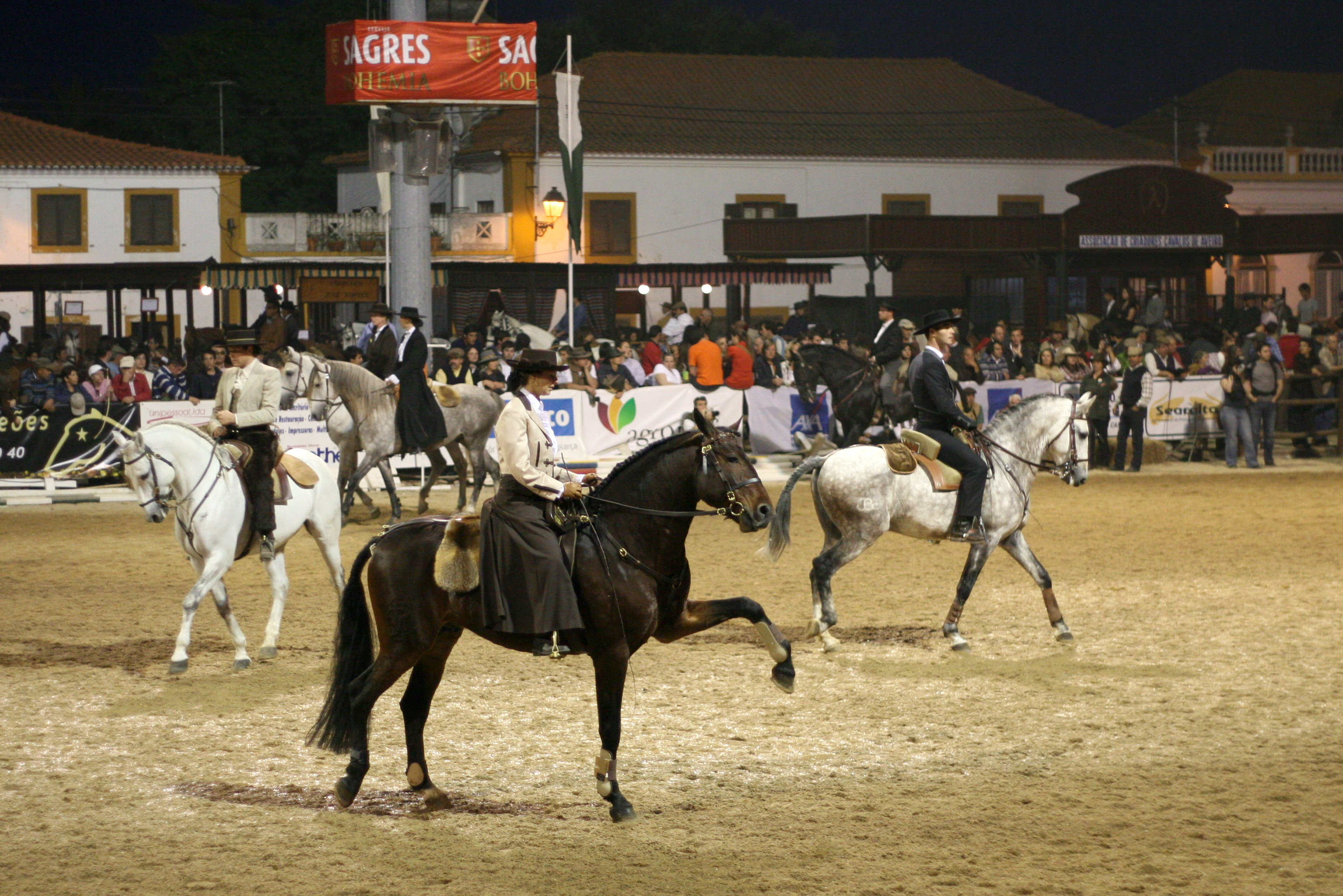
Feira Nacional do Cavalo à Golegã.

Le Portugal a essentiellement une pratique d'équitation de loisir. L'équitation portugaise, mélange de dressage et de travail du bétail, est considérée comme un art et une tradition. Les pratiques portugaises incluent aussi la tauromachie, connue sous le nom de tourada, qui comporte une pratique équestre artistique visant à éviter les charges du taureau, sans mise à mort.

## Élevage

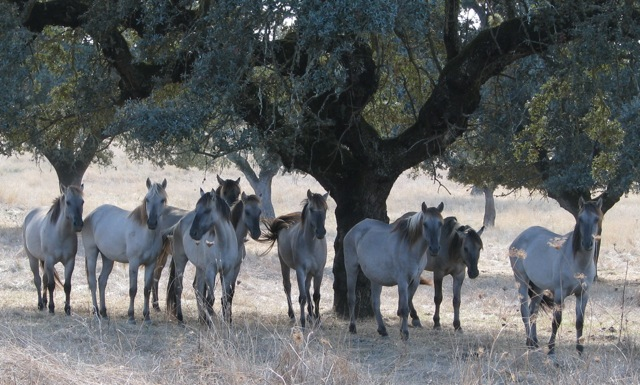
Juments Sorraia à la Herdade de Azinhal.

Le Portugal a, tout à la fois, l'un des cheptels de chevaux les plus bas, et l'une des plus faibles densités de chevaux dans l'Union européenne. D'après le guide Delachaux, ce pays compte environ 70 000 chevaux en 2014.
Si peu de chevaux et de diversité de races proviennent du Portugal, ces races de chevaux sont particulièrement réputées, comptant le célèbre Lusitanien (dont la lignée Alter Real), le cheval primitif Sorraia, et le poney Garrano. On compte aussi une race de poneys des Açores, établie sur l'île de Terceira.
Les culicoïdes vecteurs de la peste équine sont présents au Portugal, particulièrement dans le centre-est et le long de la péninsule de Lisbonne.

## Culture
Le Portugal conserve de nombreuses traditions équestres. La présence de peintures rupestres animalières dans la vallée de la côa a motivé des projets de réensauvagement.